# Görkwitz

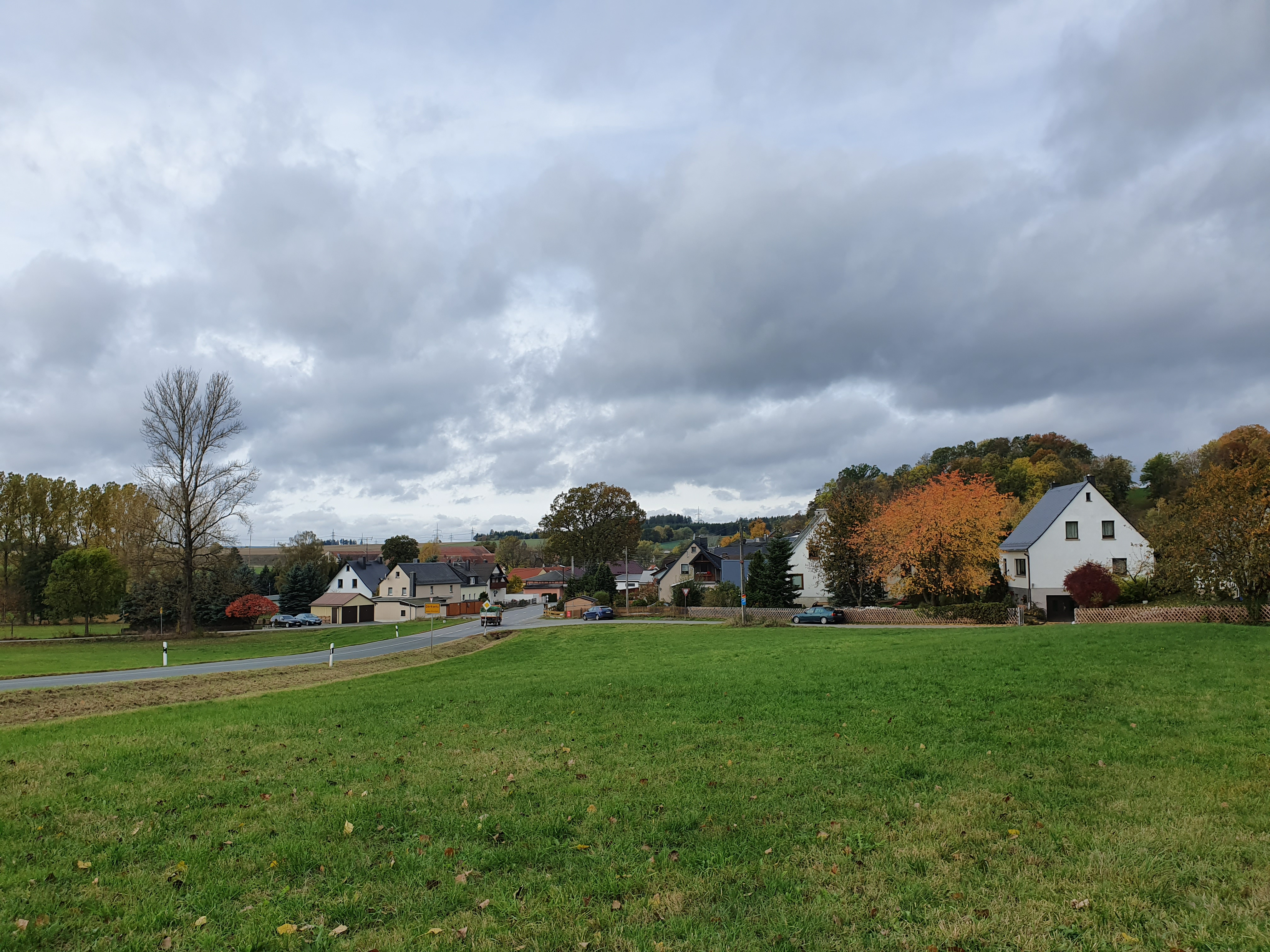
Blick auf den Ort von Osten

Görkwitz ist eine Gemeinde in der Verwaltungsgemeinschaft Seenplatte im thüringischen Saale-Orla-Kreis.

## Geografie
Die Gemeinde besteht aus den Orten Görkwitz und Mönchgrün. Beide Dörfer liegen etwa 2 km westlich von Schleiz.
Die Ortsfluren sind durch den Verkehr auf der Trasse der Bundesautobahn 9 empfindlich belastet. Für die Dörfer gleichen die Brücken oder Unterführungen die Belastung etwas aus.

### Geologie
Die Böden um Schleiz gehören auch zum Südostthüringer Schiefergebirge, das ertragreiche und -sichere Böden aufweist. In diesem Umland sind auch die Flächen nicht so exponiert.

## Geschichte
1250 wurde der Ort urkundlich und Mönchgrün am 5. September 1285 ersterwähnt.
Trotz der Nähe zur Stadt Schleiz, sind Görkwitz und der 1979 eingemeindete Weiler Mönchgrün vom Grundsatz her noch echte Bauerndörfer, die sich der Entwicklung angepasst haben.

### Einwohnerentwicklung
Entwicklung der Einwohnerzahl (jeweils 31. Dezember):
| - 1994: 278 - 1995: 274 - 1996: 282 - 1997: 307 - 1998: 322 - 1999: 342 | - 2000: 333 - 2001: 333 - 2002: 336 - 2003: 334 - 2004: 334 - 2005: 325 | - 2006: 322 - 2007: 325 - 2008: 315 - 2009: 310 - 2010: 304 - 2011: 302 | - 2012: 292 - 2013: 284 - 2014: 286 - 2015: 284 - 2016: 289 - 2017: 297 | - 2018: 289 - 2019: 276 - 2020: 291 - 2021: 303 - 2022: 319 |

Datenquelle: Thüringer Landesamt für Statistik

## Wirtschaft
Infolge der Umgestaltung der Landwirtschaft in Ostdeutschland fanden die Bauern nach der Wende neue Wege und bauten u. a. ihre Höfe zu Ferienhöfen um. Vor allem in Mönchgrün wurde so Urlaub auf dem Lande ermöglicht.
Die Landwirte gründeten Agrargenossenschaften. Einige Bauern nahmen ihr Land zurück und wirtschafteten selbst.

## Persönlichkeiten
- Oskar Döpel (1859–1947), deutscher Gutsbesitzer und Politiker
- Freddy Kottulinsky (1932–2010), ehemaliger Renn- und Rallyefahrer, lebte bis 2008 in Görkwitz und engagierte sich für das Schleizer Dreieck[4]